# Junior Wells
Pour les articles homonymes, voir Wells.
Amos Wells Blakemore Jr., dit Junior Wells, est un chanteur et harmoniciste de blues américain, né, selon les sources, le 9 décembre 1931 à West Memphis, Arkansas,, ou le 9 décembre 1934 à Memphis, Tennessee, et décédé à Chicago, Illinois, le 15 janvier 1998.
Grande figure du Chicago blues, il est surtout connu pour sa chanson phare Messin' with the Kid (en) et son album de 1965 Hoodoo Man Blues (en), décrit par le critique Bill Dahl comme « l'un des véritables albums classiques du blues des années 1960 ». Wells a influencé des générations de musiciens de blues et de rock and roll, notamment les Rolling Stones. Il a joué avec l'orchestre de Muddy Waters et s'est produit aux côtés de vedettes du rock, telles Carlos Santana et Van Morrison.
Junior Wells est intronisé au Blues Hall of Fame de la Blues Foundation en 1998, tout comme sa chanson Messin' with the Kid, dans la catégorie « Enregistrement classique du Blues — Single ». Il a également reçu un W.C. Handy Blues Award pour Come On In This House en 1996 dans la catégorie « Meilleur album de blues traditionnel », ainsi que 3 nominations aux Grammy Awards.

## Biographie
Junior Wells naît sans  la région de Memphis. A l'âge de neuf ans, il rejoint sa mère partie travailler à Chicago, mais retourne fréquemment dans le Sud pour rendre visite à son père. Enfant, il se lie d'amitié avec Junior Parker, qui vit à West Memphis et l'initie à l'harmonica, et rencontre Aleck Miller (Sonny Boy Williamson II). A Chicago, il écoute John Lee Williamson (Sonny Boy Williamson I) et Little Walter. Au début de sa carrière, il accompagne le trio Tampa Red, Sunnyland Slim et Little Johnny Jones, puis Robert Lockwood ou Muddy Waters, jouant également des claquettes.
Vers 1948, il forme, avec les frères Dave et Louis Myers, le groupe Three Deuces, rebaptisé ensuite Three Aces, puis Four Aces avec l'arrivée de Fred Below. Le son des Aces fusionne les sons du Delta blues et du Chicago blues avec une sophistication teintée de jazz. Wells quitte les Aces en 1952 pour prendre la place de Little Walter au sein du groupe de Muddy Waters, tandis que Walter prend la tête des Aces. Wells joue d'ailleurs sur l'une des sessions de Waters pour Chess Records cette année là. Il effectue également son service militaire à cette période. En juin 1953, Wells signe sur le label States de Leonard Allen, pour lequel il enregistre plusieurs de ses morceaux fétiches, notamment Hoodoo Man, Tomorrow Night et It Hurts Me Too. Il est souvent entouré de musiciens prestigieux comme Elmore James, Otis Spann ou Willie Dixon. En 1957, le producteur Mel London enregistre Wells pour différents labels, dont Profile, Chief, et U.S.A. Son single Little by Little se classe à la 23e place du palmarès R&B en 1960. Au cours de cette période, il enregistre également Messin with the Kid, composé par London, qui devient sa chanson phare.
Au milieu des années 1960, le « renouveau » du folk blues et l'avènement du blues rock rendent le son de Chicago populaire auprès du jeune public blanc. En 1965, avec le guitariste  Buddy Guy, Wells enregistre Hoodoo Man Blues pour Delmark, un album qui s'ouvre au sonorités funk, reconnu comme l'un des plus importants de la décennie. Il poursuit dans cette voie avec les enregistrements suivants, avec le producteur Jack Daniels et l'arrangeur de cuivres Monk Higgins. En 1968, You're Tuff Enough, chez Blue Rock, une filiale de Mercury, le propulse dans les charts R&b pour la 2e fois. De telles fusions représentent une innovation par rapport aux standards du blues qui fait dire à David Whiteis que « Junior Wells jouait du "soul blues" avant que le "soul blues" n’ait un nom ». Lui-même se considère comme un musicien de rhythm and blues.
Dans les années 1970, l'équipe formée par Junior Wells et Buddy Guy est l'un des groupes de blues les plus populaires. Ils tournent régulièrement en Europe, ouvrant parfois pour les Rolling Stones. Leurs enregistrements comprennent une session sur Atco, Buddy Guy et Junior Wells Play the Blues, sur laquelle ils ont reçoivent le soutien de pop stars telles qu'Eric Clapton et Dr. John.
Après leur séparation, Wells continue à tourner avec son propre groupe. Simultanément, il se produit pendant des années au Theresa's and the Checkerboard, dans le quartier sud de Chicago. Il continue aussi à enregistrer, notamment Harp Attack (Alligator), un sommet entre les harmonicistes Junior Wells, Carey Bell, Billy Branch et James Cotton, et Come On in This House (Telarc), un disque principalement acoustique sorti en 1996. Il comprend des performances des guitaristes de slide Alvin Youngblood Hart et Derek Trucks, entre autres. « Les œuvres enregistrées dans la dernière période sont divertissantes, parfois brillantes et presque toujours de bonne humeur, mais elles sont en deçà de la profondeur émotionnelle et de la virtuosité instrumentale dont il avait fait preuve dans sa jeunesse ». L'année suivante, Wells apparaît dans le film Blues Brothers 2000.
En 1997, on lui diagnostique un cancer du système lymphatique, suivi par une crise cardiaque qui le plonge dans un coma de plusieurs mois. Il meurt le 15 janvier 1998 à l'âge de 63 ans. Il est inhumé au cimetière de Oak Woods à Chicago. Peu de temps avant sa mort, l'historien du blues Gérard Herzhaft l'a qualifié de l'« un des rares survivants actifs de "l'âge d'or du blues" ».

## Discographie

### En solo
Albums studio
- 1965 : Hoodoo Man Blues (en) (avec Buddy Guy)
- 1968 : You're Tuff Enough
- 1968 : Comming at You

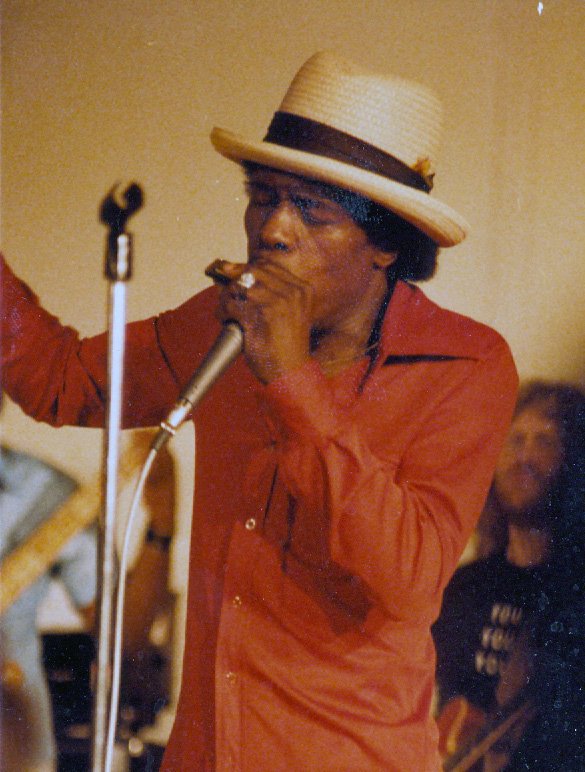
Junior Wells en 1983 à Urbana (Illinois).

- 1969 : Southside Blues Jam (avec Buddy Guy, Otis Spann et Louis Myers)
- 1972 : In My Younger Days
- 1974 : On Tap
- 1977 : Blues Hit Big Town (avec Muddy Waters, Elmore James & the Aces)
- 1993 : Undisputed Gotfather of the Blues
- 1993 : Better Off with the Blues
- 1995 : Everybody's Gettin' Some (avec Carlos Santana, Sonny Landreth, Bonnie Raitt…)
- 1997 : Come On in This House (en)

Albums live
- 1966 : It's My Life, Baby (enregistré à Chicago)
- 1968 : Live at the Golden Bear (enregistré à Huntington Beach, Californie)
- 1979 : Pleading the Blues (en) (enregistré à Toulouse)
- 1997 : Live at Buddy Guy's Legends
- 2006 : Live at Theresa's 1975 (en)

Compilations
- 1981 : Universal Rock (enregistrements de 1957-1963)
- 1986 : Messin' With The Kid, Vol,1 (LP et CD)
- 1986 : Chiefly Wells (1957-1966)
- 1989 : Messin' With The Kid 1957-63 (CD)
- 1991 : J.W. 1957-1966
- 1998 : Keep On Steppin' : The Best Of…
- 1998 : Best Of the Vanguard Years
- 2001 : Best Of J.W.
- 1999 : Junior Wells & Friends
- 2000 : Calling All Blues (1957-1963)

### Collaborations
Junior Wells and Buddy Guy
- 1970 : Buddy and the Juniors
- 1972 : Buddy Guy & Junior Wells Play the Blues
- 1977 : Live At Montreux
- 1979 : Got To Use Your Head (Unreleased and Rare Recordings 1960 to 1966)
- 1981 : Drinkin' TNT 'n' Smokin' Dynamite (live enregistré à Montreux en 1974, avec Bill Wyman)
- 1981 : Going Back (live enregistré à Paris)
- 1983 : The Original Blues Brothers
- 1991 : Alone & Acoustic (en) (live enregistré à Paris en 1981)
- 1998 : Buddy Guy & Junior Wells
- 1998 : The Masters
- 1998 : Last Time Around - Live At Legends
- 2000 : Every Day I Have The Blues
- 2001 : Buddy Guy & Junior Wells

Junior Wells, Carey Bell, Billy Branch & James Cotton
- 1990 : Harp Attack!